# باشگاه فوتبال نیویورک رد بولز
نیویورک رد بولز (به انگلیسی: New York Red Bulls) یک تیم فوتبال در شهر نیویورک در آمریکا است که در لیگ برتر فوتبال آمریکا (ام‌ال اس) بازی می‌کند.
این تیم پیش‌از این تا سال ۲۰۰۶ با نام نیویورک/نیوجرسی مترو استارز شناخه می‌شد که در این سال با خرید سهام آن توسط شرکت رد بول به نیویورک رد بولز تغییر نام داد.
ورزشگاه خانگی این تیم ورزشگاه ردبول آرنا (نیوجرسی) است. شرکت رد بول مالک این باشگاه می‌باشد.